# Parmotrema pacificum
Parmotrema pacificum är en lavart som först beskrevs av Kurok., och fick sitt nu gällande namn av Kurok. Parmotrema pacificum ingår i släktet Parmotrema och familjen Parmeliaceae.   Inga underarter finns listade i Catalogue of Life.